# Japanse Amerikanen

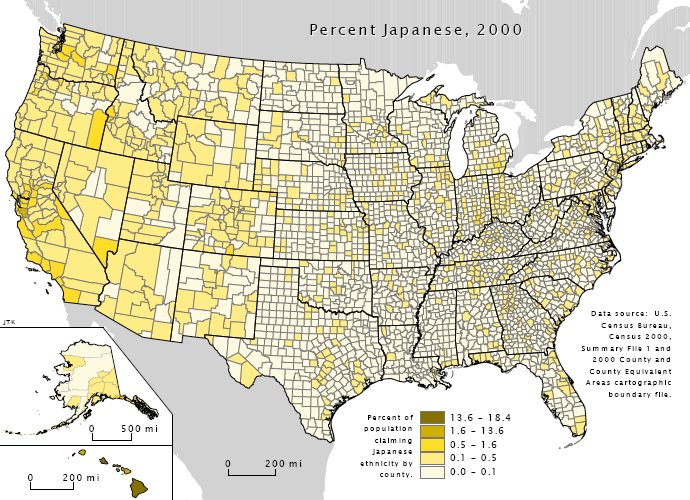
Percentage van de bevolking per county dat zichzelf identificeert als Japanse Amerikaan (volkstelling van 2010).

Japanse Amerikanen zijn een bevolkingsgroep van mensen van Japanse origine in de Verenigde Staten.
Japanse Amerikanen hoorden historisch bij de grootste gemeenschappen van Aziatische Amerikanen, maar zijn nu nog maar de zesde Aziatische gemeenschap in de Verenigde Staten. Volgens de volkstelling van 2010 leven er zo'n 763.000 Japans-Amerikanen in de VS (0,2% van de totale bevolking). Wanneer personen van gemengde origine meegerekend worden, gaat het om 1.304.000 mensen (0,4% van de totale bevolking).
De grootste populaties leven in Californië, Hawaï, New York, Washington en Illinois. De stad met het meest Japans-Amerikanen is Honolulu, waar 23% van de inwoners Japanse voorouders heeft.